# 安德烈·利维
雷威安（法語：André Lévy，法語發音：[ɑ̃dʁe levi]；1925年11月24日—2017年8月3日），法国汉学家。把许多中文小说翻译为法文。1925年出生于天津（他父母是定居于天津的法国人）。2017年逝世于法国波尔多。